# パプアニューギニア独立法
1975年パプアニューギニア独立法（1975ねんパプアニューギニアどくりつほう、英語: Papua New Guinea Independence Act 1975）は、オーストラリア連邦議会において1975年に成立した法案。1949年パプアニューギニア法を廃止して、オーストラリア領パプアニューギニアをパプアニューギニア独立国に昇格させた。独立法では1975年9月16日を独立の日と定め、オーストラリアのパプアニューギニアに対する主権と立法権を廃止した。